# トゥームレイダー2 (映画)
『トゥームレイダー2』（Lara Croft Tomb Raider: The Cradle of Life）は、2003年のアメリカ合衆国・イギリス・ドイツ・日本・香港のアクション映画。本作ではパンドラの箱を求めてララが世界を飛び回る。1作目の『トゥームレイダー』と同じく主演はアンジェリーナ・ジョリーだが、監督はヤン・デ・ボンに交代した。　

## ストーリー
ギリシャのサントリーニ島で地震が発生し、地中海海底から“月の神殿”が姿をあらわした。ララは仲間とともに遺跡に直行し、アレクサンダー大王像胸部にはめ込まれたメダリオンと鉄の檻に入れられた黄金の珠を発見する。だが、その二つを取り出そうとしたとき、彼女は謎の部隊に襲われ、二つとも奪われた挙句、仲間を殺された。
これら二つは恐るべき兵器となるパンドラの箱のありかを示すもので、襲った一味は生物兵器の専門家ジョナサン・ライス博士が差し向けたものだった。ララは、元恋人にして傭兵のテリーとともに世界の様々な地域を移動しながら、博士とその一味を追いつめていく。

## スタッフ
- 監督 - ヤン・デ・ボン
- 製作 - ローレンス・ゴードン、ロイド・レヴィン
- 脚本 - ディーン・ジョーガリス
- 音楽 - アラン・シルヴェストリ
- 撮影 - デヴィッド・タッターサル
- 編集 - マイケル・カーン

## 登場人物
ララ・クロフト
演 - アンジェリーナ・ジョリー
冒険家。
テリー・シェリダン
演 - ジェラルド・バトラー
ララの元相棒。元海兵隊将校。刑務所にいたが協力が必要と釈放される。
ヒラリー
演 - クリス・バリー
クロフト家の執事。
ブライス
演 - ノア・テイラー
トレージャーハンター。
ジョナサン・ライス
演 - キアラン・ハインズ
博士。ノーベル化学賞を受賞した生物化学兵器の開発者。人命を厭わない冷血漢。
コーサ
演 - ジャイモン・ハンスゥ
ララの協力人。
ショーン
演 - ティル・シュヴァイガー
ライスの部下。
チェン・ロー
演 - サイモン・ヤム
ペトラッキ親子を殺害した一味のリーダー。
ジェン
演 - テレンス・イン
チェンの弟。
ニコラス・ペトラッキ
演 - ダニエル・カルタジローン
ガスの息子。
ジミー・ペトラッキ
演 - ファビアーノ・マーテル
ガスの息子。
ガス・ペトラッキ
演 - ジョニー・コイン
ララの協力者。
スティーヴンス
演 - ロバート・カヴァナー
捜査官。
キャロウェイ
演 - ロナン・ヴィバート
捜査官。
シュウメイ
演 - シャーリー・チャントレル
ララの協力者。用意周到な手際を持ち、ララたちの必要とする道具を全て用意した。

## キャスト
| 役名                   | 俳優                     | 日本語吹替                        | 日本語吹替                                 |
| 役名                   | 俳優                     | ソフト版                          | テレビ朝日版                               |
| ---------------------- | ------------------------ | --------------------------------- | ------------------------------------------ |
| ララ・クロフト         | アンジェリーナ・ジョリー | 湯屋敦子                          | 深見梨加                                   |
| テリー・シェリダン     | ジェラルド・バトラー     | 小杉十郎太                        | 江原正士                                   |
| ヒラリー               | クリス・バリー           | 相沢正輝                          | 仲野裕                                     |
| ブライス               | ノア・テイラー           | 成田剣                            | 宮本充                                     |
| ジョナサン・ライス博士 | キアラン・ハインズ       | 石塚運昇                          | 菅生隆之                                   |
| コーサ                 | ジャイモン・ハンスゥ     | 楠大典                            | 坂詰貴之                                   |
| ショーン               | ティル・シュヴァイガー   | 小山力也                          | 中田和宏                                   |
| チェン・ロー           | サイモン・ヤム           | 古澤徹                            | 野島昭生                                   |
| ジェン                 | テレンス・イン           | 平川大輔                          | 内田岳志                                   |
| ニコラス・ペトラッキ   | ダニエル・カルタジローン | 家中宏                            | 成田剣                                     |
| ジミー・ペトラッキ     | ファビアーノ・マーテル   | 咲野俊介                          | 筒井巧                                     |
| ガス・ペトラッキ       | ジョニー・コイン         | 秋元羊介                          | 佐々木梅治                                 |
| スティーヴンス捜査官   | ロバート・カヴァナー     | 小野健一                          | 石井隆夫                                   |
| キャロウェイ捜査官     | ロナン・ヴィバート       | 諸角憲一                          | 伊藤昌一                                   |
| シュウメイ             | シャーリー・チャントレル | 佐藤しのぶ                        | 磯辺万沙子                                 |
| その他                 |                          | 木村雅史 杉原美和                 | 白山修 中世明日香                          |
| 日本語版制作スタッフ   |                          |                                   |                                            |
| 翻訳                   | 松浦美奈                 | 平田勝茂                          | 平田勝茂                                   |
| 演出                   |                          | 市来満                            | 松川陸                                     |
| 調整                   |                          | 堀内唯史                          | 金谷和美                                   |
| 効果                   |                          |                                   | リレーション                               |
| 録音                   |                          | スタジオ・エコー                  |                                            |
| 制作                   |                          | ニュージャパンフィルム            | ニュージャパンフィルム                     |
| 初回放送               |                          | 2008年4月4日 『金曜ロードショー』 | 2006年3月12日 『日曜洋画劇場』 21:00-22:54 |